# كريستا نيل
كريستا نيل (بالألمانية: Krista Nell)‏ هي عارضة وممثلة نمساوية، ولدت في 21 يناير 1946 بفيينا في النمسا، وتوفيت في 19 يونيو 1975 بروما في إيطاليا بسبب ابيضاض الدم.

## وصلات خارجية
- كريستا نيل على موقع IMDb (الإنجليزية)
- كريستا نيل على موقع ألو سيني (الفرنسية)
- كريستا نيل على موقع أول موفي (الإنجليزية)
- كريستا نيل على موقع قاعدة بيانات الأفلام السويدية (السويدية)
- كريستا نيل على موقع قاعدة بيانات الفيلم (الإنجليزية)
- كريستا نيل على موقع كينوبويسك (الروسية)